# Maria Piazzai
Maria Piazzai (fl. XX secolo) è stata un'attrice italiana.

## Biografia
Eletta miss cinema, iniziò a lavorare nel cinema dal 1950 fino alla metà degli anni sessanta. Riscosse un buon successo in Spagna.

## Filmografia
- Vendetta di zingara, regia di Aldo Molinari (1950)
- Io sono il capataz, regia di Giorgio Simonelli (1951)
- Auguri e figli maschi!, regia di Giorgio Simonelli (1951)
- Incantesimo tragico (Oliva), regia di Mario Sequi (1951)
- Licenza premio, regia di Max Neufeld (1951)
- Le meravigliose avventure di Guerrin Meschino, regia di Pietro Francisci (1952)
- Rosalba, la fanciulla di Pompei, regia di Natale Montillo (1952)
- Cuore forestiero, regia di Armando Fizzarotti (1952)
- Bellezze in motoscooter, regia di Carlo Campogalliani (1952)
- Villa Borghese, episodio Concorso di bellezza, regia di Gianni Franciolini e Vittorio De Sica (1953)
- Un giorno in pretura, regia di Steno (1954)
- Viento del norte, regia di Antonio Momplet (1954)
- Ho pianto per te!, regia di Gino Rippo (1954)
- Beta 7 servizio politico (Murió hace quince años), regia di Rafael Gil (1954)
- Sucedió en Sevilla, regia di José Gutiérrez Maesso (1955)
- La otra vida del capitán Contreras, regia di Rafael Gil (1955)
- El fenómeno, regia di José María Elorrieta (1956)
- Viaje de novios, regia di León Klimovsky (1956)
- Piedras vivas, regia di Raúl Alfonso (1956)
- Sangue di zingara, regia di Maria Basaglia (1956)
- El hombre que viajaba despacito, regia di Joaquín Luis Romero Marchent (1957)
- Cuando el valle se cubra de nieve, regia di José Luis Pérez de Rozas (1957)
- Héroes del aire, regia di Ramón Torrado (1958)
- Muchachas en vacaciones, regia di José María Elorrieta (1958)
- Villa Alegre, regia di Alejandro Perla (1958)
- Carretera general, regia di José María Elorrieta (1959)
- I due monelli (Los dos golfillos), regia di Antonio del Amo (1961)
- La IV carabela, regia di Miguel Martín (1961)
- El reflejo del alma, regia di Maximo Giuseppe Alviani (1962)
- I promessi sposi, regia di Mario Maffei (1964)